# مارس هیل-بلین (مین)
مارس هیل-بلین (به انگلیسی: Mars Hill-Blaine) یک منطقهٔ مسکونی در ایالات متحده آمریکا است که در شهرستان اروزتوک، مین واقع شده‌است. مارس هیل-بلین ۱۲٫۶ کیلومتر مربع مساحت و ۱٬۴۲۸ نفر جمعیت دارد.